# 施魏科工程咨询公司
施魏科工程咨询公司（Sweco，全称原为“Swedish Consultants”，意为“瑞典顾问”）是一家总部位于欧洲的工程咨询公司，主要活跃于工程咨询、环境技术和建筑设计等领域。施魏科是欧洲领先的建筑与工程咨询公司之一，其业务遍布14个国家，包括瑞典、挪威、芬兰、丹麦、爱沙尼亚、立陶宛、保加利亚、捷克共和国、德国、比利时、荷兰、英国、爱尔兰和波兰，每年在全球70个国家开展项目。
施魏科专注于建筑与社区基础设施的规划与设计，涵盖分析、计算、研究、规划、设计与施工各阶段的咨询服务。其客户群涵盖政府、企业与私人开发商。
自1998年起，施魏科在纳斯达克OMX斯德哥尔摩证券交易所上市，并自此通过并购迅速扩张，至今已收购百余家大小不等的企业。自2018年起，公司由乌萨·贝里曼（Åsa Bergman）担任总裁兼首席执行官。

## 历史
施魏科于1997年由FFNS公司（Falck/Fogelvik/Nordström/Smas AB）通过收购VBB集团（Vattenbyggnadsbyrån AB）而成立。“Sweco”是“Swedish Consultants”的缩写，该名称曾被VBB用于其国际项目中。VBB在1902年在圣彼得堡承接其首个国际项目。至21世纪，施魏科旗下的各子公司已在超过100个国家完成项目。自上市以来，公司通过130多次并购实现扩张，成长为欧洲工程领域的重要力量。
公司历史最悠久的子公司之一是Theorells Installationskonsult AB，创立于1889年，由瑞典工程师雨果·特奥雷尔（Hugo Theorell）创建，后被并入并改名为Sweco Systems AB。借此背景，施魏科宣称其工程项目经验已逾130年。2018年，德国BML Ingenieurgesellschaft mbH与Götzelmann + Partner GmbH并入施魏科，进一步强化了技术建筑设备与廢水处理领域的专业能力。同年，公司还发起了名为“城市洞察”（Urban Insight）的国际宣传活动，聚焦城市发展的现状与挑战。
施魏科通过有机增长与并购策略持续壮大，在瑞典、北欧以及整个北欧地区发挥整合带头作用。自1998年以来，公司已并购超过100家公司。
截至2019年，施魏科集团拥有员工约16,000人，其中5,600人在瑞典工作。公司最大股东为瑞典投资公司Investment AB Latour，其控股人是古斯塔夫·道格拉斯（Gustaf Douglas）。

## 著名项目
- 阿布辛拜勒神廟
- 彭博社欧洲总部
- 马尔默地下直径线
- 欧洲散裂中子源
- Facebook数据中心
- 科威特塔
- 科威特水塔
- 斯德哥爾摩城市鐵路
- 泰格拉竞技场
- 北部连线 (Norra länken)
- 伦敦雷法灵顿酒店
- 厄勒海峡大桥、马尔默和哥本港
- 卑爾根輕鐵
- 奥斯特韦尔林克